# 本町三丁目停留場
本町三丁目停留場（ほんまちさんちょうめていりゅうじょう）は、愛媛県松山市本町2丁目にある伊予鉄道本町線の停留場である。番号は26。6号線が使用する。

## 歴史[2]
- 1911（明治44）年
  - 9月1日 - 松山電気軌道の終点、札ノ辻停留場（ふだのつじていりゅうじょう）として開業。
  - 9月19日 - 松山電気軌道が本町停留場（現・本町四丁目停留場）まで延伸。
- 1921（大正10）年4月1日 - 会社合併により伊予鉄道城南線の停留場となる。
- 1946（昭和21）年8月19日 - 当駅を含む、旧松山電気軌道線の西堀端 - 本町 - 萱町 - 古町間が休止。
- 1948（昭和23）年7月1日 - 本町線の本町二丁目停留場（ほんまちにちょうめていりゅうじょう）として開業。
- 時期不詳 - 本町三丁目停留場へ改称。
- 2020（令和2）年
  - 4月11日 - 新型コロナウイルスの影響で当面の間、土日祝日は全便運休となる[3]。
  - 7月23日 - ダイヤ改正により、土日祝日は全便運休となる[4]。

## 構造
上下線とも安全地帯付。

### のりば
| ホーム | 路線   | 行先           |
| ------ | ------ | -------------- |
| 西側   | ■6号線 | 本町六丁目行き |
| 東側   | ■6号線 | 松山市駅行き   |

## 周辺
- 国道196号
- 松山若草合同庁舎
- アパホテル松山城西
- 本町三丁目バス停

## 隣の停留場
伊予鉄道
本町線
本町一丁目停留場 (25) - 本町三丁目停留場 (26) - 本町四丁目停留場 (27)